# 웰시 드레서

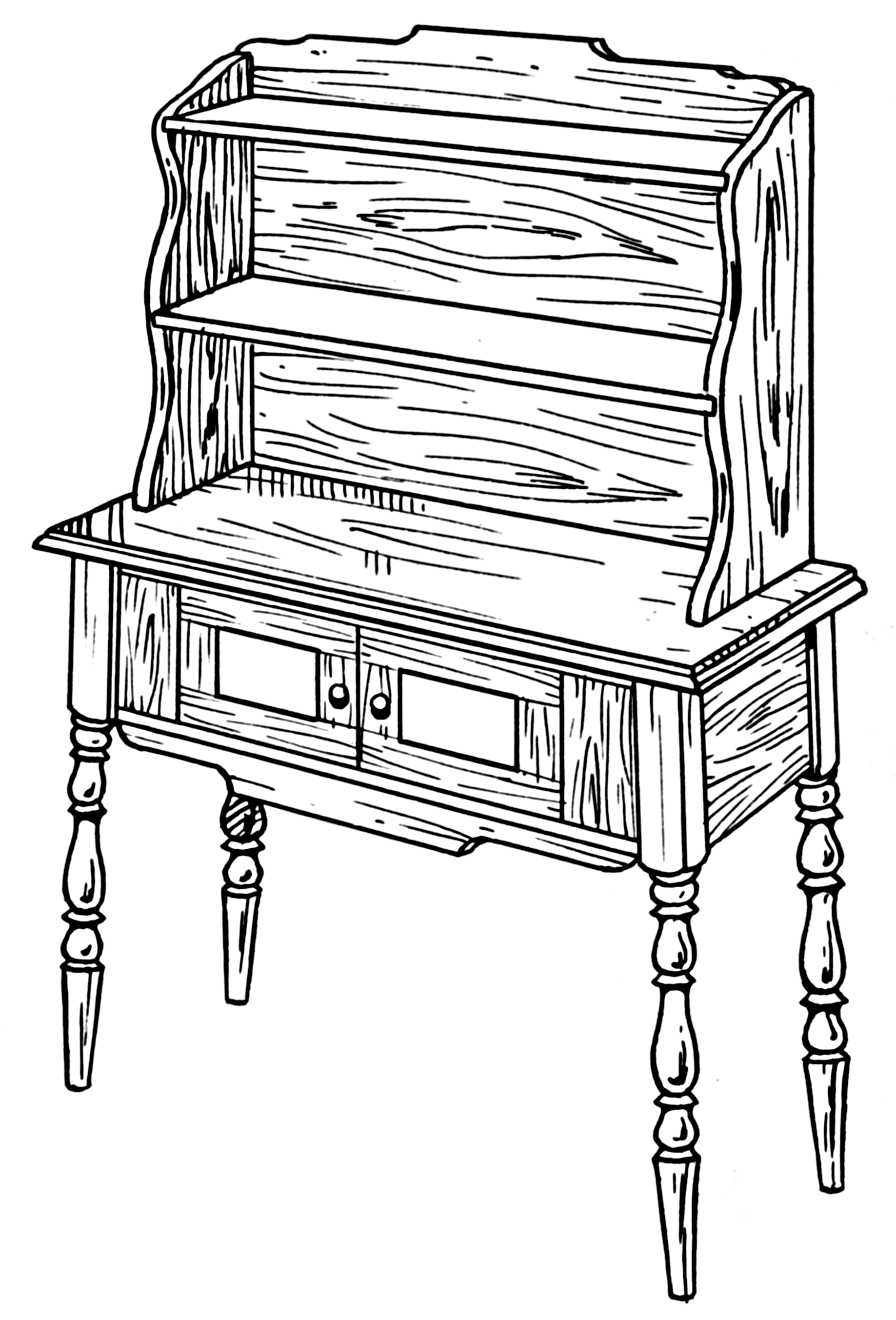
웰시 드레서

웰시 드레서(Welsh dresser)는 아래에 서랍이나 칸막이가 있고, 위는 문이 없고 안길이가 짧은 선반으로 되어 있는 그릇 찬장을 말한다.